# Ipomoea crassipes
Ipomoea crassipes är en vindeväxtart som beskrevs av William Jackson Hooker. Ipomoea crassipes ingår i släktet praktvindor, och familjen vindeväxter. Inga underarter finns listade i Catalogue of Life.